# San Ciriaco alle Terme Diocleziane
San Ciriaco alle Terme Diocleziane, kurz San Ciriaco genannt, war eine katholische Kirche im Stadtteil Castro Pretorio, dem Rione XVIII der historischen Altstadt von Rom. Bereits Ende des 15. Jahrhunderts war sie nur noch Ruine.
San Ciriaco war bereits seit dem 5. Jahrhundert Titelkirche eines Kardinalpriesters von San Ciriaco alle Terme Diocleziane. Der Titel wurde 1587 von Papst Sixtus V. aufgehoben und auf die Kirche Santi Quirico e Giulitta übertragen.

## Geschichte
Der Titel taucht zum ersten Mal am 1. März 499 in der Liste der Synode von Rom auf. Nach einer Aufzählung von Pietro Mallio, die unter dem Pontifikat von Papst Alexander III. (1159–1181) gefertigt wurde, war der Titel mit der Basilika Santa Maria Maggiore verbunden und der Titelinhaber war verpflichtet, dort regelmäßig die Heilige Messe zu feiern. Im 12. Jahrhundert wird der Titel als San Ciriaco in thermis bezeichnet und unter dem Pontifikat von Papst Johannes XXII. (1316–1334) als San Ciriaco in Verminis. Papst Sixtus IV. (1471–1481) hob den Titel 1477 auf und übertrug ihn auf die antike Kirche Santi Quirico e Giulitta presso l'Arco dei Pantani. Die alte Bezeichnung San Ciriaco taucht jedoch noch bis 1587 auf, als Papst Sixtus V. (1585–1590) den Titel endgültig auf Santi Quirico e Giulita umstellte. Quirico und Ciriaco sind im Italienischen zwei unterschiedliche Bezeichnungen desselben Heiligen Cyriakus.
Ein Kirchenbauwerk ist nicht erhalten.